# Odense Steel Shipyard
Odense Steel Shipyard (дан. Odense Staalskibsværft) колишня датська верф, розташованою в Оденсе. Була найбільш відомою будівництвом контейнеровозів для своєї материнської групи, AP Moller – Maersk Group, включаючи Mærsk E класу в 2006 році, який на той час був найбільшим контейнеровозом у світі. Світова фінансова криза призвела до того, що Maersk оголосила про своє закриття в 2009 році, а останнє нове судно було доставлено в січні 2012 року.

## Історія компанії
Перший двір був відкритий у 1918–1919 роках компанією AP Møller. У 1957–1959 роках на новому місці, розташованому в Мункебо за кілька кілометрів від Оденсе, було побудовано новий двір із більшими та кращими зручностями. Odense Steel Shipyard була найбільшою верф’ю в складі Odense Steel Shipyard Group, яка також складалася з двох верфей та інжинірингової компанії, розташованих у Балтиці. Верфь була відома проектуванням і будівництвом інноваційних суден із застосуванням новітніх технологій у дизайні та обладнанні.
Починаючи з 1996 року верф побудувала одні з найбільших у світі контейнеровозів; включаючи Mærsk E-класу з номінальною місткістю 15 550 TEU (спочатку заявлено як 11 000 TEU), що є найбільшою еквівалентною кількістю будь-якого судна на сьогодні. Однак Maersk вибрала Daewoo для створення своєї останньої та найбільшої конструкції, класу Triple E з номінальною місткістю 18 000 TEU, оскільки азійська верф була більш конкурентоспроможною.

## Після закриття двору
Після закриття верфі в 2012 році територію було перетворено на індустріальний парк, де розташована велика кількість компаній офшорного сектора; Офшорний центр відновлюваних джерел енергії Ліндо. Більшість компаній займаються виробництвом, зберіганням і вивантаженням великих компонентів для офшорної та важкої промисловості. Площа понад 1 000 000 м2, з яких 166 000 м2 знаходиться під дахом, у поєднанні з портальним краном і зоною гавані робить його ідеальним для транспортування важкої промисловості.